# Christophe Landrin
Christophe Landrin (* 30. Juni 1977 in Roubaix) ist ein ehemaliger französischer Fußballspieler.

## Vereinskarriere
Landrin kommt aus der Jugendabteilung des OSC Lille. Mit 19 Jahren erhielt er seinen ersten Profivertrag bei dieser Mannschaft. In knapp einem Jahrzehnt absolvierte er 177 Ligaspiele für den Verein und gewann 2004 den UEFA Intertoto Cup. 2005 wechselte der Mittelfeldspieler dann zu Paris Saint-Germain. Dort blieb er zwar nur eine Saison, gewann in dieser jedoch den nationalen Pokal. Von 2006 bis 2011 spielte Landrin bei AS Saint-Étienne. Dorthin wechselte er im Gegenzug für David Hellebuyck. Zuletzt spielte er beim AC Arles-Avignon.

## Nationalmannschaft
Für die U-21-Nationalmannschaft Frankreichs bestritt Christophe Landrin eine einzige Partie.

## Erfolge
- UEFA Intertoto Cup: 2004
- Französischer Pokalsieger: 2006